# Agriturismo

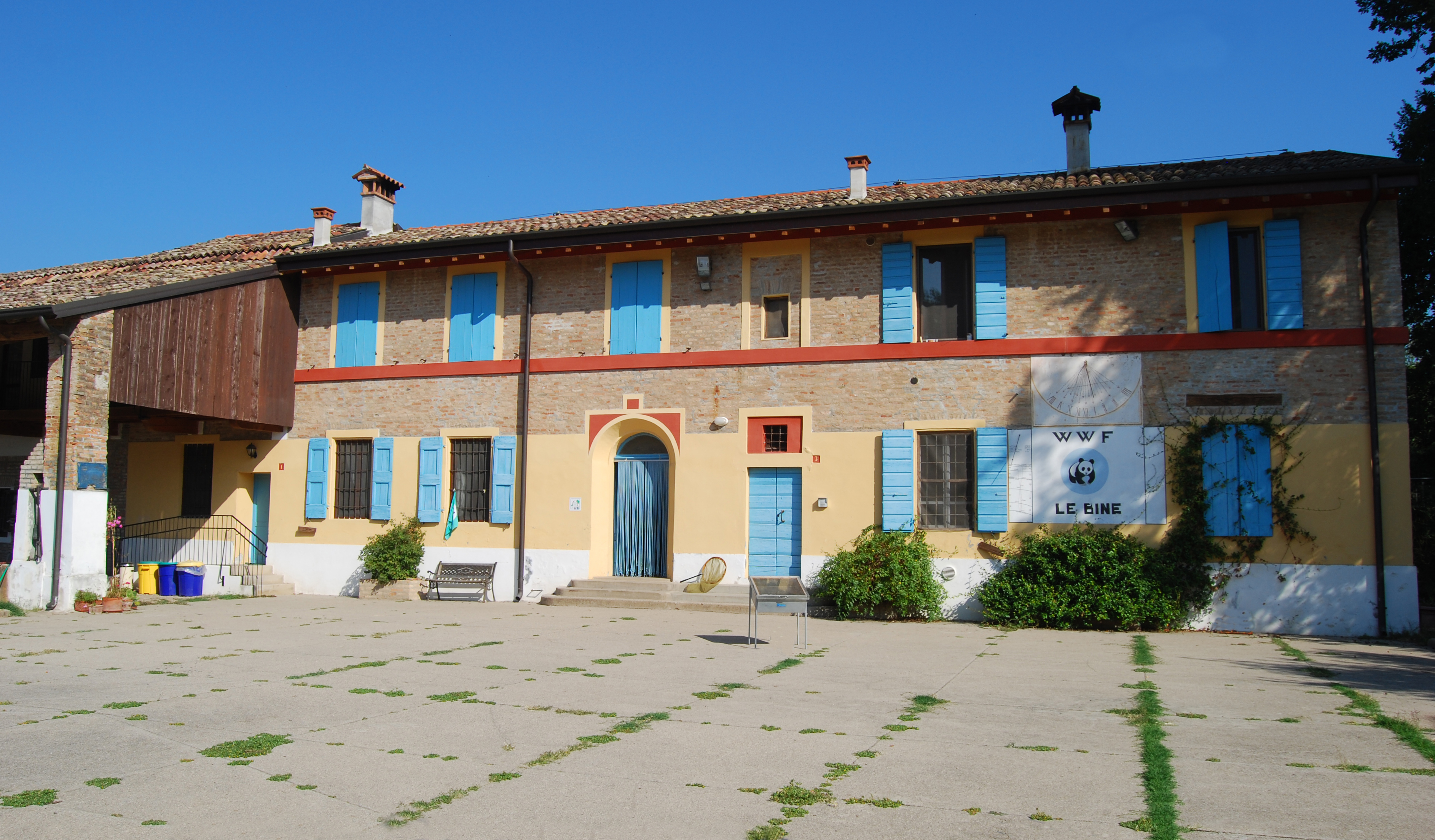
Riserva naturale Le Bine, l'agriturismo

L'agriturismo è una forma di turismo nella quale il turista è ospitato presso un'azienda agricola.
È praticato, con diverse forme e denominazioni, in numerosi paesi del mondo, soprattutto in Europa e in Giappone.

## L'agriturismo in Italia

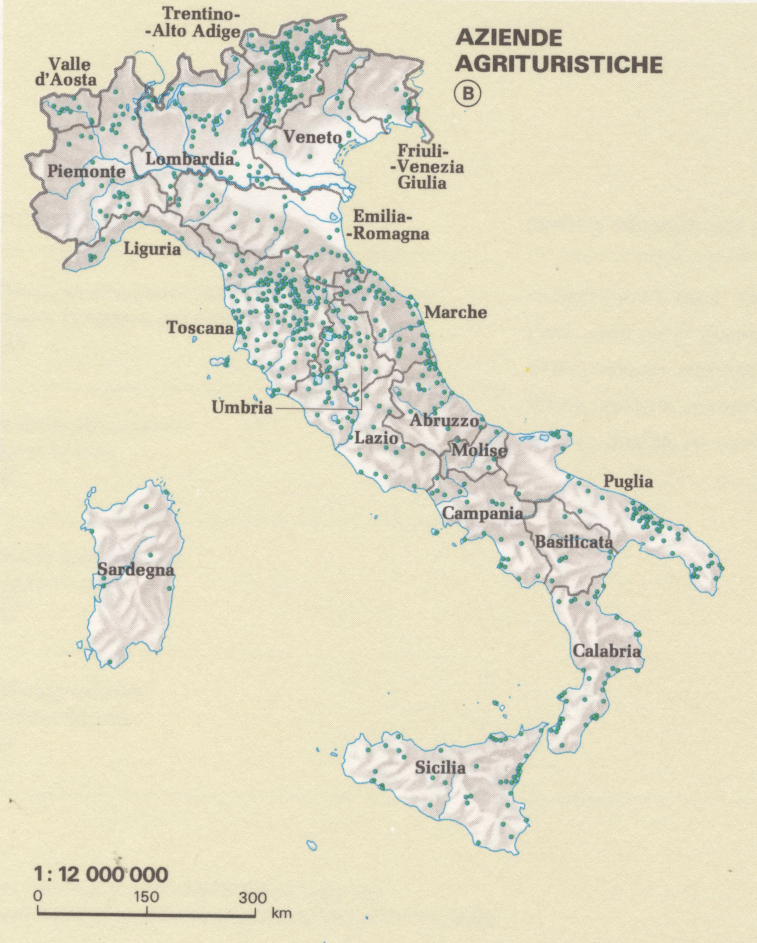
Distribuzione delle aziende agrituristiche in Italia nel 1992

In Italia, l'esercizio dell'attività agrituristica, da parte delle imprese agricole, è consentito esclusivamente nel rispetto di specifiche norme che ne regolano la connessione con l'"attività agricola" e la denominazione "agriturismo". Secondo il Codice Civile (art. 2135), l'attività agrituristica è considerata attività agricola.
Il termine "agriturismo" è stato coniato a metà degli anni sessanta.
Dopo un periodo di promozione culturale e politica, l'agriturismo è entrato per la prima volta nella legislazione italiana, a livello locale, nel 1973 (provincia autonoma di Trento); la prima citazione dell'agriturismo (alloggi agroturistici) in una legge statale risale alla legge-quadro sul turismo del 1983 (Legge 17 maggio 1983, n. 217). La prima legge quadro per la disciplina dell'agriturismo è stata emanata due anni più tardi (Legge 5 dicembre 1985 n. 730).
Le norme che regolano il settore in Italia sono:
- una nuova legge-quadro statale (Legge 20 febbraio 2006, n. 96), che indica alle Regioni i principi generali di definizione dell'attività agrituristica;
- leggi regionali che indicano alle imprese criteri e limiti per l'esercizio dell'attività stessa.

Più nello specifico, le Regioni stabiliscono:
- le modalità di recupero del patrimonio edilizio esistente dell’imprenditore agricolo per l’esercizio di attività agrituristiche;
- i critieri per lo svolgimento dell’attività agrituristicae, in particolare, quelli per la valutazione del rapporto di connessione delle attività agrituristiche rispetto alle attività agricole, che devono rimanere prevalenti;
- i requisiti igienico-sanitari degli immobili e delle attrezzature da utilizzare per attività agrituristiche;
- le modalità di rilascio del certificato di abilitazione all’esercizio dell’attività agrituristica[2],

Secondo la Legge 96/2006, per attività agrituristiche si intendono le attività di ricezione e ospitalità esercitate dagli imprenditori agricoli, anche nella forma di società di capitali o di persone, oppure associati fra loro, attraverso l'utilizzazione della propria azienda in rapporto di connessione con le attività di coltivazione del fondo, di silvicoltura e di allevamento di animali.
Possono essere addetti allo svolgimento dell'attività agrituristica l'imprenditore agricolo e i suoi familiari, nonché i lavoratori dipendenti a tempo determinato, indeterminato e parziale, che sono considerati lavoratori agricoli ai fini della disciplina previdenziale, assicurativa e fiscale vigente. Il ricorso a soggetti esterni è consentito esclusivamente per lo svolgimento di attività e servizi complementari.
Rientrano fra le attività agrituristiche:
- dare ospitalità in alloggi o in spazi aperti destinati alla sosta di campeggiatori;
- somministrare pasti e bevande costituiti prevalentemente da prodotti propri e da prodotti di aziende agricole della zona, ivi compresi i prodotti a carattere alcolico e superalcolico, con preferenza per i prodotti tipici e caratterizzati dai marchi DOP, IGP, IGT, DOC e DOCG o compresi nell'elenco nazionale dei prodotti agroalimentari tradizionali.
- organizzare degustazioni di prodotti aziendali, ivi inclusa la mescita di vini.
- organizzare, anche all'esterno dei beni fondiari nella disponibilità dell'impresa, attività ricreative, culturali, didattiche, di pratica sportiva, nonché escursionistiche (trekking, mountain bike, equiturismo), anche per mezzo di convenzioni con gli enti locali, finalizzate alla valorizzazione del territorio e del patrimonio rurale.

L'attività agrituristica può essere realizzata esclusivamente in edifici rurali preesistenti nelle aziende agricole e non più utili alla conduzione del fondo. Sono previsti aiuti finanziari regionali nel quadro dei Piani di Sviluppo Rurale sostenuti dall'Unione Europea.
Secondo le più recenti statistiche ISTAT (2010), in Italia le aziende agrituristiche sono 19.973, di cui 16.504 offrono alloggio con 206.145 posti letto, 9.914 ristorazione, 11.421 attività ricreative, culturali e didattiche. La regione con l'offerta più rilevante di agriturismi è la Toscana (4.074 aziende) seguita dal Trentino-Alto Adige (3.339) e dalla Lombardia (1.327). Secondo recenti stime dell'Agriturist (2012), il fatturato annuo del settore è di circa 1,17 miliardi di euro.
Inizialmente concepito come una forma di accoglienza molto semplice, organizzata dagli agricoltori allestendo sommariamente alloggi in edifici aziendali resi disponibili dal rapido ridimensionamento degli occupati in agricoltura, l'agriturismo si è via via evoluto offrendo comfort e servizi adeguati alle esigenze del turismo moderno, pur coerenti con la connessione all'attività agricola prevista dalla legge. In aumento anche l'offerta di servizi didattici con la diffusione delle cosiddette fattorie didattiche che accolgono studenti per far conoscere i diversi aspetti dell'attività agricola e della preparazione di molti alimenti (vino, olio, miele, formaggi, salumi, ecc.).
L'offerta di agriturismi è in costante crescita. Dapprima concentrata in piccole aziende agricole nelle zone collinari e montane, interessa oggi anche grandi aziende, pure di pianura, dando un prezioso sostegno ai redditi agricoli e contribuendo alla conservazione del paesaggio attraverso il recupero degli edifici rurali abbandonati, al consolidamento dell'occupazione in agricoltura, e alla valorizzazione dei prodotti tipici del territorio. L'agriturismo ha inoltre dato impulso allo sviluppo di altre forme di turismo rurale (piccoli alberghi di charme, bed and breakfast, case vacanze) che richiamano clienti ugualmente interessati al mondo agricolo, ma la cui attività è svincolata dalla concreta attività lavorativa nei campi.
Anche la domanda di agriturismo si è notevolmente modificata negli ultimi anni: prima interessava una ristretta cerchia di appassionati di tradizioni e specialità enogastronomiche, oggi coinvolge larghi strati popolari motivati dal contatto con la natura, la buona tavola, la tranquillità, i prezzi generalmente contenuti. Le aziende, inizialmente ad apertura prevalentemente stagionale, attualmente sono per lo più attive per l'intero arco dell'anno, ospitando per i fine settimana come per periodi più lunghi durante le vacanze estive. Crescono gli ospiti stranieri che si stimano nell'ordine del 27% del totale.
Il plurale della parola agriturismo è agriturismi, come indicato dall'Accademia della Crusca.

## Regime fiscale dell'attività agrituristica
Il regime fiscale dell'attività agrituristica ha subito negli anni numerosi mutamenti. Il compito del legislatore era quello di riuscire ad unire i due aspetti principali caratterizzanti l'agriturismo: l'aspetto agricolo e quello dell'ospitalità. L'attività agrituristica è quindi considerata un 'attività connessa all'agricoltura secondo l'art.2 c.2 L. 5 dicembre 1985, n.730, l'attività agricola però è sempre da considerarsi principale rispetto a quella agrituristica per poter essere assoggettata al regime fiscale forfettario proprio dell'agriturismo. L'obiettivo era quindi quello di distinguere in parte il regime fiscale dell'agriturismo rispetto a quello dell'impresa meramente agricola mantenendo però quelle garanzie maggiori che caratterizzano la fiscalità delle attività basate sull'agricoltura.
Un parametro fondamentale da individuare per l'assoggettamento dell'attività agrituristica al regime forfettario è quello soggettivo: è imprenditore agricolo colui che eserciti attività di coltivazione del fondo, di selvicoltura, di allevamento di animali ma anche a chi svolga attività accessorie a quella principale. La connessione può essere manifestata in termini soggettivi: quindi è riscontrabile un'identità fisica e giuridica tra chi realizza il “processo biologico” e chi ne “utilizza i frutti”; o possiamo parlare di connessione in termini oggettivi, quindi del legame che deve necessariamente esserci tra l’attività “connessa” e una delle attività agricole c.d. principali. Nel caso dell'agriturismo si tratta di un collegamento aziendale di carattere oggettivo ciò significa che per le attività di manipolazione, conservazione, trasformazione, commercializzazione e valorizzazione è necessario che i prodotti provengano prevalentemente dalla attività agricola principale. Colui che esercita l'attività agrituristica deve quindi avere anche la qualifica di imprenditore agricolo per poter accedere al regime fiscale in vigore. Pertanto, per poter parlare di agriturismo ai sensi della Legge n. 96/2006 (Legge quadro sull’agriturismo), sono requisiti imprescindibili lo status di imprenditore agricolo e una presenza, sia qualitativa che quantitativa, dell'attività agricola rispetto a quella di ricezione e ospitalità.
Il riconoscimento della qualità agrituristica dell’attività di “ricezione ed ospitalità” in ambiente rurale è condizionato alla sussistenza sia della qualifica di imprenditore agricolo per il soggetto che esercita questa attività, sia di un rapporto di "connessione e complementarità" della stessa con l’attività propriamente agricola e deve sussistere anche la permanenza della principalità dell’attività agricola rispetto a quella ricettiva. Nello specifico non deve costituire distrazione della destinazione agricola dei fondi e degli edifici interessati. La Cassazione ribadisce questo inquadramento sostenendo che l'integrazione dell'attività agrituristica in quella agricola dipende dalla condizione che l'uso dell'azienda agricola per scopi agrituristici sia complementare rispetto alle attività di coltivazione del fondo, silvicoltura e allevamento del bestiame, che devono comunque restare prevalenti.
I parametri per valutare la principalità dell’attività agricola rispetto a quella agrituristica sono stabiliti a livello regionale in quanto la fonte per la promulgazione della legge sopracitata è individuabile nei programmi di sviluppo rurale dell’Unione Europea, dello Stato e delle Regioni.
La disciplina tributaria dell’attività agrituristica è quindi regolata da un regime forfettario ed è contenuta nell’art.5 della L. n. 413/1991. 
Se un imprenditore agricolo svolge attività agrituristica e sceglie di adottare il regime forfettario, la base su cui calcolare le tasse è determinata come segue:
1. Ricavi dell'attività agrituristica: Si parte dall'ammontare dei ricavi che l'imprenditore ha guadagnato con l'attività agrituristica (ad esempio, le entrate ottenute dall'ospitalità e dai servizi offerti).
2. Percentuale di redditività: A questi ricavi, si applica una percentuale di 25%. In pratica, solo il 25% dei ricavi sarà considerato come "reddito imponibile" su cui pagare le tasse, al netto dell'IVA che è stata già pagata sulle vendite.
3. Cosa non conta: Non vengono considerati i costi (come quelli per il cibo, le attrezzature, il personale, ecc.) né altre voci di reddito come le plusvalenze o gli interessi passivi.
4. Obblighi contabili: Se l'imprenditore utilizza il regime forfettario, deve solo tenere i registri IVA obbligatori, come il registro dei corrispettivi (per registrare le vendite) e il registro degli acquisti (per le spese).

In sostanza, l'imprenditore paga le tasse su una parte fissa (25%) dei ricavi, senza dover tenere conto dei costi specifici o di altre entrate non legate direttamente ai ricavi della sua attività agrituristica.
La definizione è quella di regime forfettario in quanto coloro che esercitano attività agrituristica determinano il loro imponibile in via forfettaria, applicando al totale dei ricavi conseguiti nel periodo d’imposta un coefficiente di redditività pari al 25% al netto dell’IVA. I soggetti esercenti attività di agriturismo determinano l’Iva riducendo del 50% l’imposta relativa alle operazioni imponibili, a titolo di detrazione forfettaria dell’imposta relativa agli acquisti e alle importazioni. In caso di esercizio congiunto dell’attività agricola e agrituristica l’imprenditore è obbligato a tenere la contabilità separata, e che le due attività siano inserite in differenti quadri della dichiarazione IVA.
Sono esclusi da questo regime le società per azioni e in accomandita per azioni, le società a responsabilità limitata, le società cooperative e le società di mutua assicurazione, nonché le società europee di cui al regolamento (CE) n. 2157/2001 e le società cooperative europee di cui al regolamento (CE) n. 1435/2003 residenti nel territorio dello Stato; gli enti pubblici e privati diversi dalle società, nonché i trust, residenti nel territorio dello Stato, che hanno per oggetto esclusivo o principale l'esercizio di attività commerciali.
Quindi si applica questo regime indipendentemente dall’entità dei ricavi conseguiti e anche se sono superati i limiti posti dall’art.18 del D.P.R n.600/1973.
Sono anche concesse delle semplificazioni contabili e l’esclusione dalla determinazione del reddito di alcune voci di costo e di ricavo.
Viene anche meno l’assoggettamento a tassazione delle plusvalenze e sopravvenienze attive e non è prevista la valutazione delle rimanenze. Inoltre, i contribuenti possono non avvalersi delle richiamate disposizioni e possono attuare la determinazione analitica del reddito imponibile con l’adozione del regime semplificato (ricavi fino a 309.874,14 euro) o ordinario (per opzione entro tale soglia o per obbligo sopra). L’opzione è vincolante fino alla revoca e per almeno tre anni. Il regime forfettario non è un regime obbligatorio. L’imprenditore agricolo che intende iniziare l’attività agrituristica può valutare la convenienza ad adottare il regime ordinario. L'opzione non deve essere necessariamente espressa, ma può desumersi dal comportamento concludente del soggetto. L’opzione per il regime ordinario, invece, deve essere espressa nella prima dichiarazione Iva utile.